# Кудашева, Фарида Ягудовна
Фарида́ Ягу́довна Куда́шева (баш. Ҡудашева Фәриҙә Йәһүҙә ҡыҙы, тат. Qudaşeva Färidä Yähüdä qızı, Кудашева Фәридә Яһүдә кызы; 15 декабря 1920, деревня Кляшево, Уфимская губерния — 9 октября 2010, Уфа) — советская башкирская и татарская эстрадная певица, заслуженная артистка РСФСР (1972), народная артистка Башкирской АССР (1968), народная артистка Татарской АССР (1990), лауреат Государственной премии Республики Татарстан имени Габдуллы Тукая (1996).

## Биография
В 1939 году окончила театральное отделение Уфимского театрально-художественного училища.
В 1939—1941 годах — артистка Дюртюлинского колхозно-совхозного театра.
В 1944—1947 годах — в Башкирском академическом театре драмы.
В 1948—1956 годах — солистка Башкирского радиокомитета.
В 1941—1944 годах и с 1956 года — солистка эстрады Башкирской государственной филармонии, выступала в ансамбле с Т. Каримовым, Б. Гайсиным. Репертуар певицы включал авторские эстрадные, башкирские и татарские народные песни.
Супруг — композитор и баянист Бахти Гайсин.
Певица покинула мир 9 октября 2010 года, на 90-м году жизни. Похоронена на Уфимском магометанском кладбище.

## Награды и звания
- Медаль «За трудовое отличие» (1955)
- Заслуженная артистка Башкирской АССР (1956)
- Народная артистка Башкирской АССР (1968)
- Заслуженная артистка РСФСР (1972)
- Медаль «В ознаменование 100-летия со дня рождения Владимира Ильича Ленина» (1970)
- Медаль «Ветеран труда» (1984)
- Значок министерства культуры СССР «За отличную работу» (1989)
- Народная артистка Татарской АССР (1990)
- Орден Дружбы народов (1991)
- Юбилейная медаль «50 лет Победы в Великой Отечественной войне 1941—1945 гг.» (1995)
- Государственная премия Республики Татарстан имени Габдуллы Тукая (1996)
- Почётные грамоты Республик Башкортостан, Татарстан и др.
- Почётный гражданин Уфы (1995)

## Память
Имя певицы носит одна из улиц Уфы и Международный фестиваль башкирской и татарской песни «Дуслык моно».